# Erling Møldrup
Erling Møldrup (født 25. november 1943, død oktober 2016) var en dansk klassisk guitarist, kendt for at spille musik fra alle perioder.
Han fik sin første uddannelse under Jytte Gorki Schmidt på Det Kongelige Danske Musikkonservatorium i Århus. Han fik sit eksamensbevis i 1972. Han har optrådt rundt om i verden som solist, kammermusiker og med forskellige orkestre. Han har også turneret som gæsteforelæser. Den første af mange optagelser med ham udkom i 1975, blandt dem er J.S. Bachs lut-værker og de komplette guitar-værker af Per Nørgård. Han spiller repertoire fra alle perioder – renæssance, barok, klassisk, "Segovia-stil" og moderne. Han har bestilt et stort antal værker fra levende skandinaviske komponister. Han er også forfatter til bogen "Guitaren, et eksotisk instrument i den danske musik" og en række artikler.